# Actiomera erythra
Actiomera erythra is een krabbensoort uit de familie van de Xanthidae. De wetenschappelijke naam van de soort is voor het eerst geldig gepubliceerd in 1902 door Lanchester.